# Benito Pérez (obispo)
Benito Pérez (m. Segovia, 27 de octubre de 1319) fue un eclesiástico castellano, canónigo y arcediano de la catedral de Segovia, que a la muerte del entonces obispo, Fernando Sarracín, fue elegido para sustituirle en el cargo de obispo de Segovia, extendiéndose su mandato hasta el año siguiente en que murió en la ciudad el 27 de octubre.
| Predecesor: Fernando Sarracín | Obispo de Segovia 1318 - 1319 | Sucesor: Amado |